# Bulgarische Eishockeyliga 1980/81
Die Saison 1980/81 war die 29. Spielzeit der bulgarischen Eishockeyliga, der höchsten bulgarischen Eishockeyspielklasse. Meister wurde zum insgesamt sechsten Mal in der Vereinsgeschichte Lewski-Spartak Sofia.

## Modus
In der Hauptrunde absolvierte jede der fünf Mannschaften insgesamt 20 Spiele. Der Erstplatzierte der Hauptrunde wurde Meister. Für einen Sieg erhielt jede Mannschaft zwei Punkte, bei einem Unentschieden gab es einen Punkt und bei einer Niederlage null Punkte.

## Hauptrunde
|    | Klub                 | Sp | S  | U | N  | Tore   | Punkte |
| -- | -------------------- | -- | -- | - | -- | ------ | ------ |
| 1. | Lewski-Spartak Sofia | 20 | 15 | 2 | 3  | 85:50  | 32     |
| 2. | HK Slawia Sofia      | 20 | 8  | 9 | 3  | 74:59  | 25     |
| 3. | HK ZSKA Sofia        | 20 | 8  | 7 | 5  | 85:70  | 13     |
| 4. | Metallurg Pernik     | 20 | 4  | 5 | 11 | 66:73  | 13     |
| 5. | Akademik Sofia       | 20 | 1  | 5 | 14 | 44:102 | 7      |

Sp = Spiele, S = Siege, U = unentschieden, N = Niederlagen, OTS = Overtime-Siege, OTN = Overtime-Niederlage, SOS = Penalty-Siege, SON = Penalty-Niederlage